# Oracular Spectacular
Oracular Spectacular ist das erste Studioalbum des US-amerikanischen Electro-Pop-Duos MGMT aus dem Jahr 2007.

## Hintergrund
Das Album wurde am 2. Oktober 2007 als Digitalversion von Red Ink Records und am 22. Januar 2008 als CD und LP von Columbia Records veröffentlicht.
Auf dem Album befinden sich neue Versionen der Singleauskopplungen Kids und Time to Pretend, die bereits auf der Time to Pretend EP aus dem Jahr 2005 veröffentlicht wurden.

## Titelliste

### Original
Bis auf das von Will Berman komponierte Electric Feel wurden alle Lieder von Andrew VanWyngarden und Ben Goldwasser geschrieben und aufgenommen. 
1. Time to Pretend – 4:21
2. Weekend Wars – 4:12
3. The Youth – 3:48
4. Electric Feel – 3:49
5. Kids – 5:02
6. 4th Dimensional Transition – 3:58
7. Pieces of What – 2:43
8. Of Moons, Birds, and Monsters – 4:46
9. The Handshake – 3:39
10. Future Reflections – 4:02

### Japanische Wiederveröffentlichung
Auf der japanischen Version des Albums befinden sich folgende Titel:
1. Metanoia – 13:49
2. Electric Feel (Demo-Version) – 3:48
3. Electric Feel (Justice-Remix) – 5:27
4. Kids (Soulwax-Remix) – 5:42
5. Time to Pretend (Musikvideo) – 4:19
6. Electric Feel (Musikvideo) –	3:50
7. Kids (Musikvideo) – 5:06

## Rezeption

### Preise
2009 wurde das Album bei den BRIT Awards als Bestes internationales Album nominiert.

### Rezensionen
Das im März und April 2007 produzierte Album wurde von NME zum besten Album 2008 gewählt. Der Titel Time to Pretend wurde zur „zweitbesten Single des Jahrzehnts“ gekürt. Das Album verkaufte sich seit seiner Veröffentlichung bisher mehr als eine Million Mal.
In der Liste der 500 besten Alben aller Zeiten der US-amerikanischen Musikzeitschrift Rolling Stone belegt es Platz 494.
Das Magazin führt Oracular Spectacular auf Platz 18 der 100 besten Alben des Jahrzehnts.
Der New Musical Express wählte es auf Platz 471 der 500 besten Alben.

## Kommerzieller Erfolg

### Chartplatzierungen
| ChartsChartplatzierungen       | Höchstplatzierung | Wochen |
| ------------------------------ | ----------------- | ------ |
| Deutschland (GfK)              | 65 (9 Wo.)        | 9      |
| Österreich (Ö3)                | 72 (1 Wo.)        | 1      |
| Schweiz (IFPI)                 | 68 (22 Wo.)       | 22     |
| Vereinigte Staaten (Billboard) | 38 (111 Wo.)      | 111    |
| Vereinigtes Königreich (OCC)   | 8 (80 Wo.)        | 80     |

| ChartsJahrescharts (2008)    | Platzierung |
| ---------------------------- | ----------- |
| Vereinigtes Königreich (OCC) | 65          |

### Auszeichnungen für Musikverkäufe
| Land/Region                  | Auszeichnungen für Musikverkäufe (Land/Region, Auszeichnung, Verkäufe) | Verkäufe  |
| ---------------------------- | ---------------------------------------------------------------------- | --------- |
| Australien (ARIA)            | Platin                                                                 | 70.000    |
| Belgien (BRMA)               | Gold                                                                   | 15.000    |
| Dänemark (IFPI)              | Platin                                                                 | 20.000    |
| Deutschland (BVMI)           | Gold                                                                   | 100.000   |
| Frankreich (SNEP)            | Silber                                                                 | 35.000    |
| Irland (IRMA)                | 2× Platin                                                              | 30.000    |
| Kanada (MC)                  | Platin                                                                 | 100.000   |
| Neuseeland (RMNZ)            | 2× Platin                                                              | 30.000    |
| Vereinigte Staaten (RIAA)    | 2× Platin                                                              | 2.000.000 |
| Vereinigtes Königreich (BPI) | 2× Platin                                                              | 600.000   |
| Insgesamt                    | 1× Silber · 2× Gold · 11× Platin ·                                     | 2.965.000 |